# 目隠しの国
『目隠しの国』（めかくしのくに）は、筑波さくらによる日本の漫画作品、およびそれを原作としたドラマCD。1999年から2004年にかけて『LaLa』及び『LaLa DX』（共に白泉社）に連載された。単行本は花とゆめコミックスから全9巻。文庫版は白泉社文庫から全5巻。

## あらすじ
大塚かなでは、触れた人の未来を時々垣間見る力を持っている。隣のクラスに転校してきた内藤あろうと知り合うが、彼には触れた人の過去を見る能力があった。特殊な力で見えた友人の未来に積極的に関わろうとするかなでに対して、あろうは過去の経験から関わらない方が良いと忠告する。2人は互いが持つ特殊な力の秘密を共有し、その力で知った友人達の過去や未来に自分がどう関わるべきか悩み、そして支えあいながら、やがて魅かれていく。

## 主な登場人物
大塚かなで（おおつか かなで）
本編の主人公の高校2年生。触れた人の未来が時々見えるが、必ず見えるというものではない。
あろうのことが好きで付き合っている。
内藤あろう（ないとう あろう）
かなでの隣のクラスに転校してきた同級生。人やモノに触れて過去を見ることができる能力を持つ。12月6日生まれ。
強く願ってしまうと力が増幅して、願ったところに移動してしまう。
並木昌廣（なみき まさひろ）
かなでの高校に転校してきた高校3年生。触れた人の未来が見える力を持っており、その力はかなでよりも安定している。
また、マンションの保証人になってもらっている元証券マンに予知した株価を教えている。10月28日生まれ。
かなでと見つけた捨て犬を飼っている。かなでとあろうのことを大切に思っている。
中村エリ（なかむら えり）
かなでのクラスメイトで親友。江沢のことが好き。かなでの能力を最後に知るが、かなでが自分から能力のことを話したのはエリが最初。
江沢（えざわ）
あろうと同じクラスで、エリが思いを寄せている。無口で何を考えているのかわからない所もあるが、嘘はつかない。

## 書誌情報
- 筑波さくら 『目隠しの国』 白泉社〈花とゆめコミックス〉、全9巻
  1. 2000年2月4日発売、ISBN 978-4-592-17754-8
    - 「まつりのあと」（『LaLa DX』1996年11/10号掲載）、「間違える男」（『LaLa DX』1997年9/10号掲載）を併録。

  2. 2000年7月5日発売、ISBN 978-4-592-17765-4
    - 「百花事務所の悪魔」（『LaLa DX』1996年5/10号掲載）を併録。

  3. 2000年12月5日発売、ISBN 978-4-592-17573-5
    - 「雨の中」（『LaLa DX』1998年9月号掲載）を併録。

  4. 2001年6月5日発売、ISBN 978-4-592-17574-2
  5. 2002年1月7日発売、ISBN 978-4-592-17575-9
  6. 2002年7月5日発売、ISBN 978-4-592-17576-6
  7. 2003年3月5日発売、ISBN 978-4-592-17577-3
  8. 2003年11月5日発売、ISBN 978-4-592-17578-0
  9. 2004年4月5日発売、ISBN 978-4-592-17579-7

- 筑波さくら 『目隠しの国』 白泉社〈白泉社文庫〉、全5巻
  1. 2008年11月14日発売、ISBN 978-4-592-88695-2
  2. 2008年11月14日発売、ISBN 978-4-592-88696-9
  3. 2009年1月14日発売、ISBN 978-4-592-88697-6
  4. 2009年3月13日発売、ISBN 978-4-592-88698-3
  5. 2009年5月15日発売、ISBN 978-4-592-88699-0

## ドラマCD
2001年7月25日にマリン・エンタテインメントから発売。

### キャスト
- 大塚かなで - 椎名へきる
- 内藤あろう - 関智一
- 並木昌廣 - 石田彰
- エリ - 松本美和
- 江沢 - 内藤玲
- あろうの母 - 横山智佐
- 川村由起子 - 鈴木まひる
- 男子生徒 - 竹本英史